# Kurmuschel (Sassnitz)

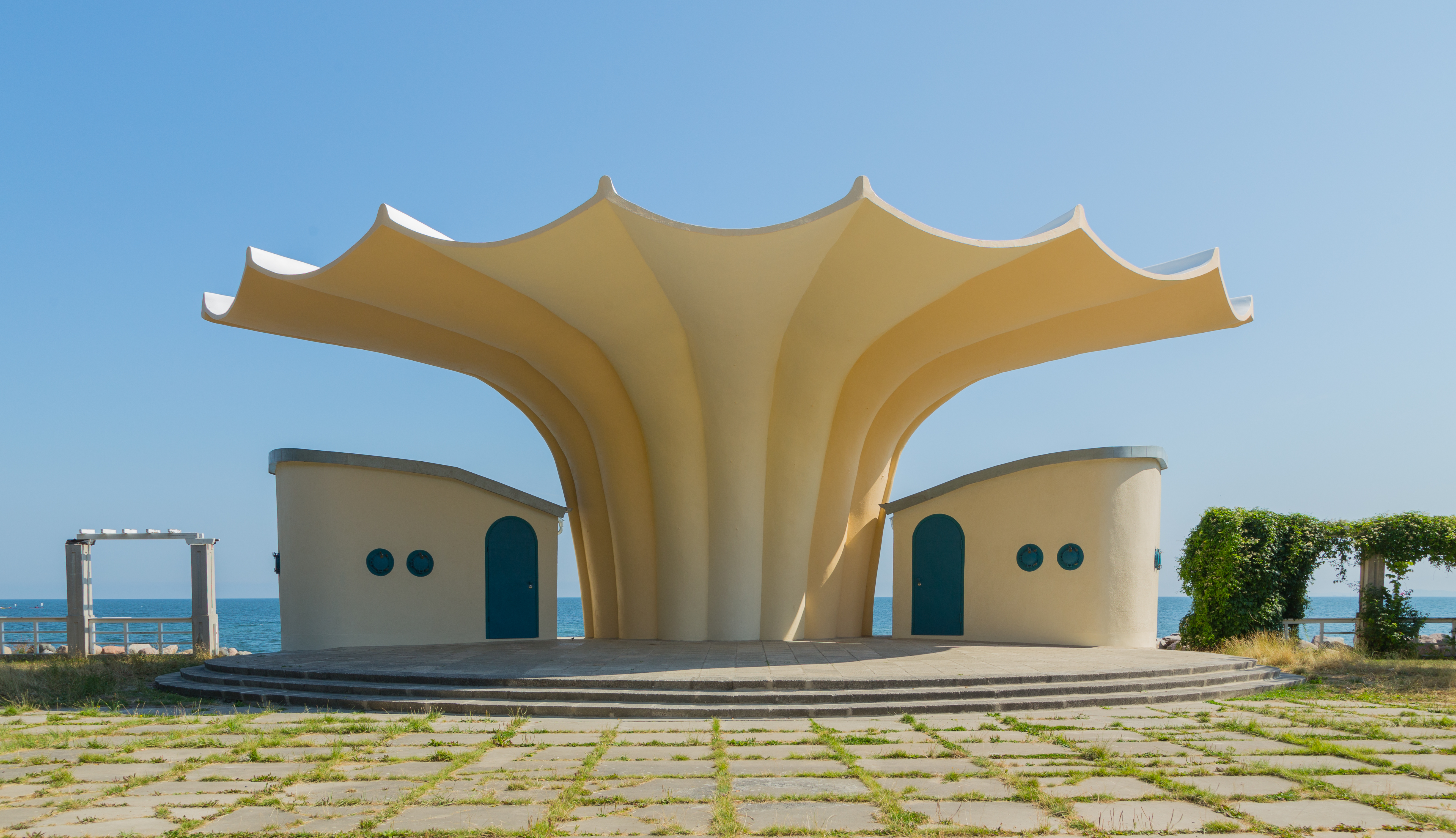
Kurmuschel in Sassnitz (2018),
landseitige Ansicht mit Meeresblick

Der Musikpavillon „Kurmuschel“ ist ein Bauwerk auf dem Kurplatz in Sassnitz. Der Entwurf von Dietmar Kuntzsch wurde 1988 von Ulrich Müther fertiggestellt. Das Bauensemble besteht aus dem zentralen Pavillon in Anmutung einer Muschel, zwei flankierenden Kulissengebäuden und anschließenden Pergolen. Der Bau zählt zum Bautyp der Konzertmuschel und gilt heute als eine Ikone der Ostmoderne. 2014 wurde das Bauensemble unter Denkmalschutz gestellt. Eine umfassende Sanierung wurde von der Wüstenrot Stiftung acht Monate lang durchgeführt und im Mai 2018 abgeschlossen.

## Lage
Das Bauensemble befindet sich auf dem Kurplatz, am östlichen Ende der Kurpromenade. Die Konzertmuschel steht circa acht Meter von der Wasserkante der Ostsee entfernt. Die Bühne der Kurmuschel ist zum Land hin ausgerichtet, so dass das Publikum vom Kurplatz her einen Meerblick hat.
Hinter der Kurmuschel verläuft ein Betonweg, der an den Steinwall zur Ostsee grenzt. Die Pergolen verlaufen seitlich hinter der Muschel, die Uferpromenade flankierend.

## Geschichte
Der heutige Kurplatz diente schon Jahrzehnte vor der Errichtung der Muschel als Veranstaltungsort. Zuvor hatte hier die hölzerne „Musikhalle“ gestanden, die 1983 wegen Baufälligkeit abgerissen worden war. Die dazugehörige hölzerne Pergola blieb bestehen.
Die Planungsphase für eine neue Bebauung begann 1985. Architekt Dietmar Kuntzsch schuf 1985 – 1986 einen Entwurf für die Gestaltung. Der skulpturale Musikpavillon wurde 1987 als ein Projekt von Architekturstudenten der Kunsthochschule Berlin-Weißensee, gemeinsam mit Architekten Kuntzsch und Ingenieur Otto Patzelt weitergeführt. Involviert waren darüber hinaus die Unternehmen VEB Fischfang Saßnitz und VEB Spezialbetonbau Rügen. Die Realisierung wurde von Müther durchgeführt, unter Beteiligung von Patzelt als Tragwerksplaner. Diese Projektphase dauerte von 1987 bis 1989 an, davon erstreckte sich die Bauzeit von 1986 bis 1988. Die Einweihung der Freiform Kurmuschel und des viereckigen Kurplatzes fand 1988 statt. 2014 wurde die Kurmuschel unter Denkmalschutz gestellt.
In der Kurmuschel finden regelmäßig Konzerte und andere Veranstaltungen statt.

## Bedeutung
Müthers Bauten gelten heute als Ikonen der Ostmoderne, als große, kulturelle Hinterlassenschaft der DDR-Architektur. Der Stil wird beschrieben als unaufdringlich leichte und doch spektakuläre Freiform. Auf Rügen hat der 2007 verstorbene DDR-Architekt mehrere Bauten hinterlassen, darunter gehört die Kurmuschel zu den auffälligsten. Mit der Sanierung soll das bauliche Erbe Müthers wieder stärker in das öffentliche Bewusstsein rücken.

## Objektbeschreibung
Das Ensemble besteht aus einer zentralen fächerförmigen Betonskulptur und zwei seitlich symmetrisch angeordneten, eingeschossigen Funktionsgebäuden. Die Gruppe steht erhöht auf einer dreistufigen Bühne aus Waschbeton-Platten. Die größte Ausdehnung der Anlage beträgt 20 × 10 m.
Die Kurmuschel selbst hat als geometrische Basis einen Viertelkreis. Ihre Konstruktion besteht aus sieben zu einem Dach aufgefächerten Betonschalen. Im Gegensatz zu den historischen Konzertmuscheln wird der Schall nicht konkav (nach innen gewölbt) gebündelt und reflektiert, sondern verteilt sich konvex (nach außen gewölbt) zum Publikum hin.
Die futuristisch anmutende Optik des Bauwerks erinnert an eine aus dem Wasser ragende Fischflosse oder einer abtauchenden Walfluke. Die Funktionsgebäude wirken mit ihrer gerundeten Form und den runden Fenstern wie Schiffsaufbauten.

## Bauweise

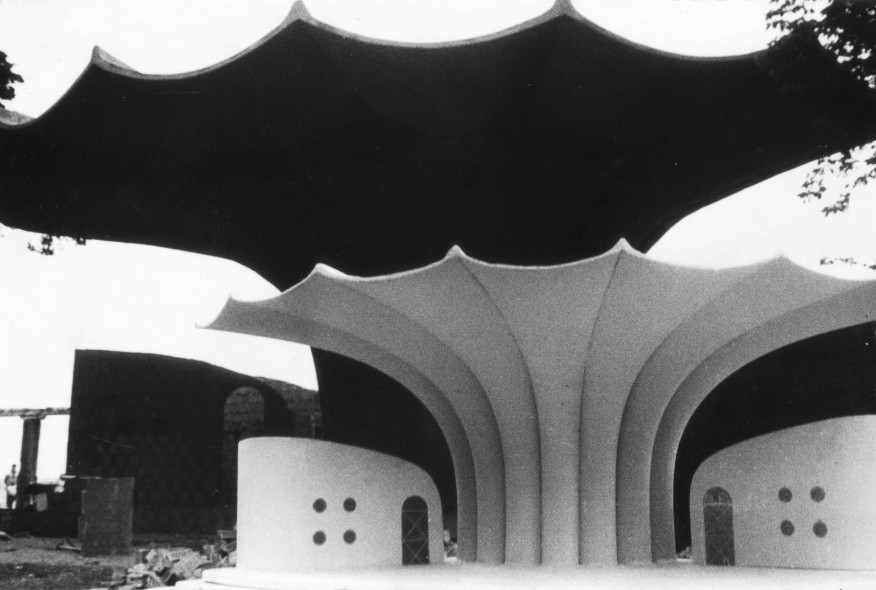
Modell vor dem Rohbau fotografiert (1986)

Die Bauweise der Kurmuschel ist eine Hyparschale. Die dünne Betonkonstruktion erlaubt große Spannweiten. Die Schalendicke beträgt 5 – 15 cm. Der Radius der Kuppel erstreckt sich über 11 m und erreicht eine Höhe von rund 6,90 m. Diese Konstruktion sei extrem arbeitsaufwändig, aber auch extrem materialsparend gewesen. Der Schalenbau besteht aus einem gebogenen Schalentragwerk, mit einer horizontalen Kragarmkonstruktion aus Stahlbeton. Für die Schalen wurde ein gebogenes Gitter aus Bewehrungsstahl angefertigt. Darauf wurde ein Drahtnetz (der sogenannte „Karnickeldraht“) montiert, auf dem in mehreren Lagen der Spritzbeton ohne Hilfsschalung im Torkretierverfahren aufgebracht wurde.
Die seitlich angeordneten Funktionsräume wurden aus Zement-Hohlblocksteinen, einem Mischmauerwerk aus Betonschalsteinen und Ziegeln gemauert. Die Oberfläche wurde verputzt und wie das Schalenbauwerk mit einem hellen Anstrich versehen.

## Sanierungen

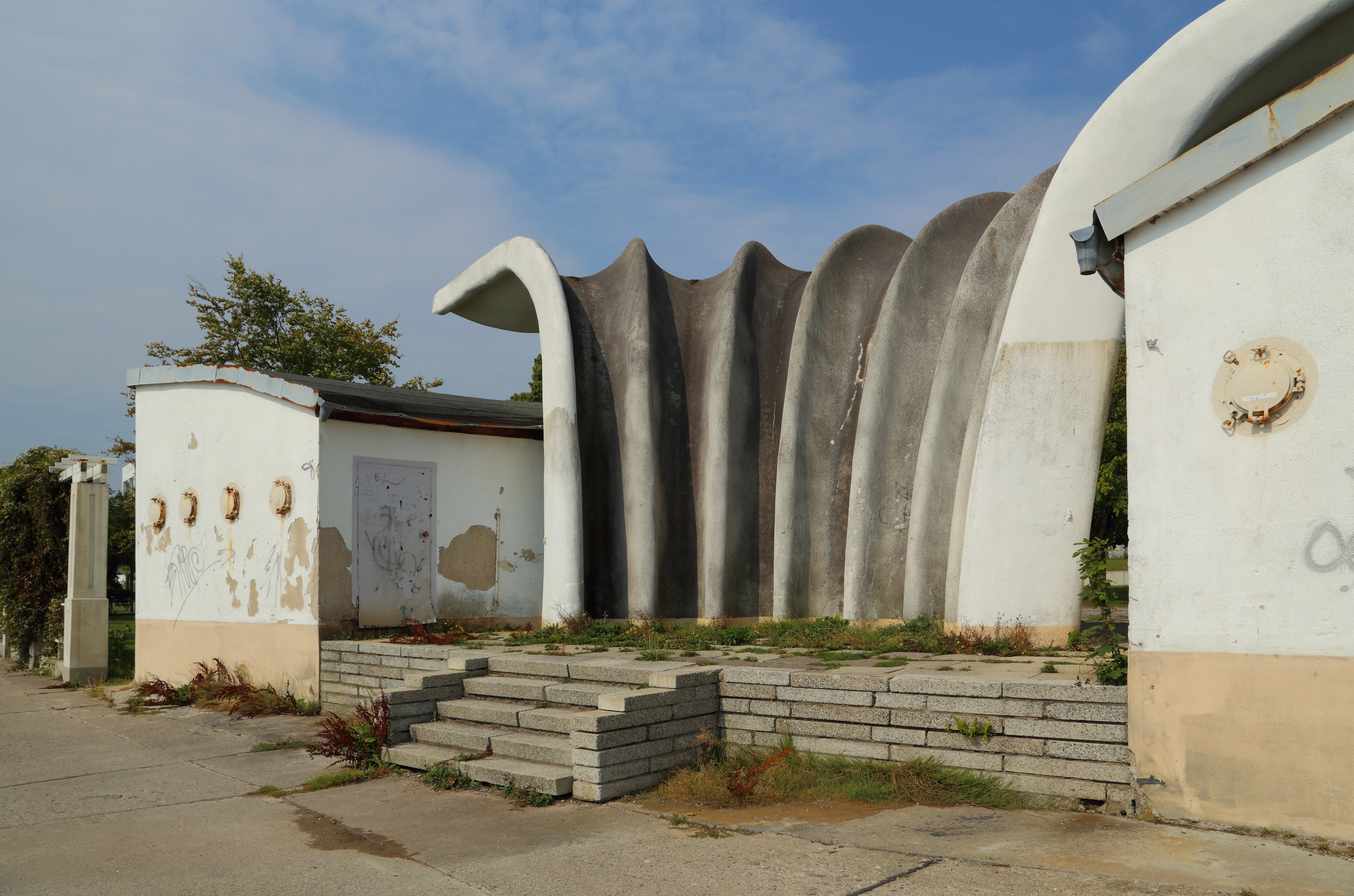
Zustand vor der Sanierung (2015)

Die materialsparende Konstruktionsweise macht die Bausubstanz besonders angreifbar, vor allem in der exponierten Ostseelage. Das Bauwerk wurde 2006 saniert. 2014 wurde erneuter Sanierungsbedarf festgestellt.
Ab 2014 engagierte sich die Wüstenrot Stiftung mit der Restaurierung des Architekturensembles, Ein weiteres Sanierungsprojekt war übrigens die ebenfalls von Müther erbaute Rettungsstation in Binz. Ziel der Sanierung war eine langfristige denkmalgerechte Nutzung und die Zugänglichkeit für die Öffentlichkeit. Betreuende Architektin der Sanierungsmaßnahmen des Bauensembles war Heike Nessler.
Baubeginn war der Herbst 2016, nach der Sommerhauptsaison. Zu dem Zeitpunkt waren alle Gebäude angegriffen und schadhaft. Salzhaltige Luft, Wind, Sand und große Temperaturunterschiede hatten den Gebäuden über die Jahrzehnte zugesetzt. Die Bauten wiesen aber trotz ihrer exponierten Lage zur Ostsee nur oberflächliche Bauschäden auf. An der Muschelkonstruktion war eine Vielzahl von Schalenrissen instand zu setzen. Die Farbe blätterte ab. Eine profunde Rekonstruktion war nicht notwendig, da die Schalenkonstruktion generell in einem guten Zustand war. An keiner Stelle der Muschel lag die Bewehrung frei. Die gute Qualität des Betons zeigte nur geringe Absprengungen und Schwundrisse auf. Die Sanierung des Betons an sich nahm deshalb nur einen kleinen Teil der Arbeiten ein. Das Ziel war daher vor allem eine langfristige Erhaltung der Bausubstanz durch eine abgestimmte Beschichtung.
Für die Sanierungsarbeiten der Muschel wurde der gesamte Bau für zwei Monate eingehaust und auf die erforderliche Mindesttemperatur für die Materialarbeiten beheizt. An der gesamten Außen- und Innenfläche wurde bis zu 3,50 m Höhe eine Betonsanierung durchgeführt, Spannungsrisse gefüllt, ausgespachtelt und verfestigt. Die Oberfläche war zu DDR-Zeiten mit einer glasfaserverstärkten, gummiartigen Deckschicht versehen worden. Diese Beschichtung musste zur Sanierung von Hand mit einem Spachtel abgetragen werden. Für die besonderen Anforderungen durch das Meerwasser an die Beschichtung des Beton-Daches der Muschel gab es keine DIN-gerechte Lösung. Die Wahl fiel auf eine Beschichtung, die der waagerechte Betonfläche mit starker Feuchtigkeitsbelastung gerecht wurde. Die Beschichtung mit leichter Körnung und Schutzanstrich wurde auf der gesamten Seeseite der Muschel aufgetragen.
Auf der Bühnenseite wurden von der Oberfläche zunächst sieben Schichten Farbe abgetragen, anschließend gespachtelt und gestrichen. Die abschließenden Farbarbeiten an Muschel und dem Bühnenboden wurden im Frühjahr 2018 durchgeführt. Für den Neuanstrich der Kurmuschel wurde das ursprüngliche Farbkonzept umgesetzt, welches aus alten Skizzen hervorging. Untersuchungen zeigten, dass der Farbverlauf nicht, wie bisher angenommen, von oben nach unten verlief, sondern von der Mitte ausgehend seitlich nach außen, hell nach dunkel.
Die Sanierungsarbeiten an der Muschelform war zuerst abgeschlossen, die Seitengebäude folgten. Bei den Seitengebäuden wurde der marode Putz entfernt und um neuen ergänzt. Circa 8 m² mussten vollständig neu verputzt werden. Die „Bullaugen“-Fenster der Garderobenanbauten wurden in der Werkstatt bearbeitet. Die Gebäude wurden nach allen Vorgaben des Denkmalschutzes saniert und frisch gestrichen.
Bei Sturmflut wird die Kurmuschel regelmäßig von Wellen und Treibgut getroffen. Das Einziehen einer Horizontalsperre gegen aufsteigende Feuchtigkeit war dennoch nicht notwendig. Vielmehr wurden an den Türen von außen nicht sichtbare wasserdichte Schotts eingebaut, um das Gebäude besser gegen Sturmfluten schützen zu können.
Rund 300.000 Euro kostete die Sanierung der Kurmuschel. Die Kosten wurden von der Wüstenrot Stiftung übernommen.

### Kurplatz

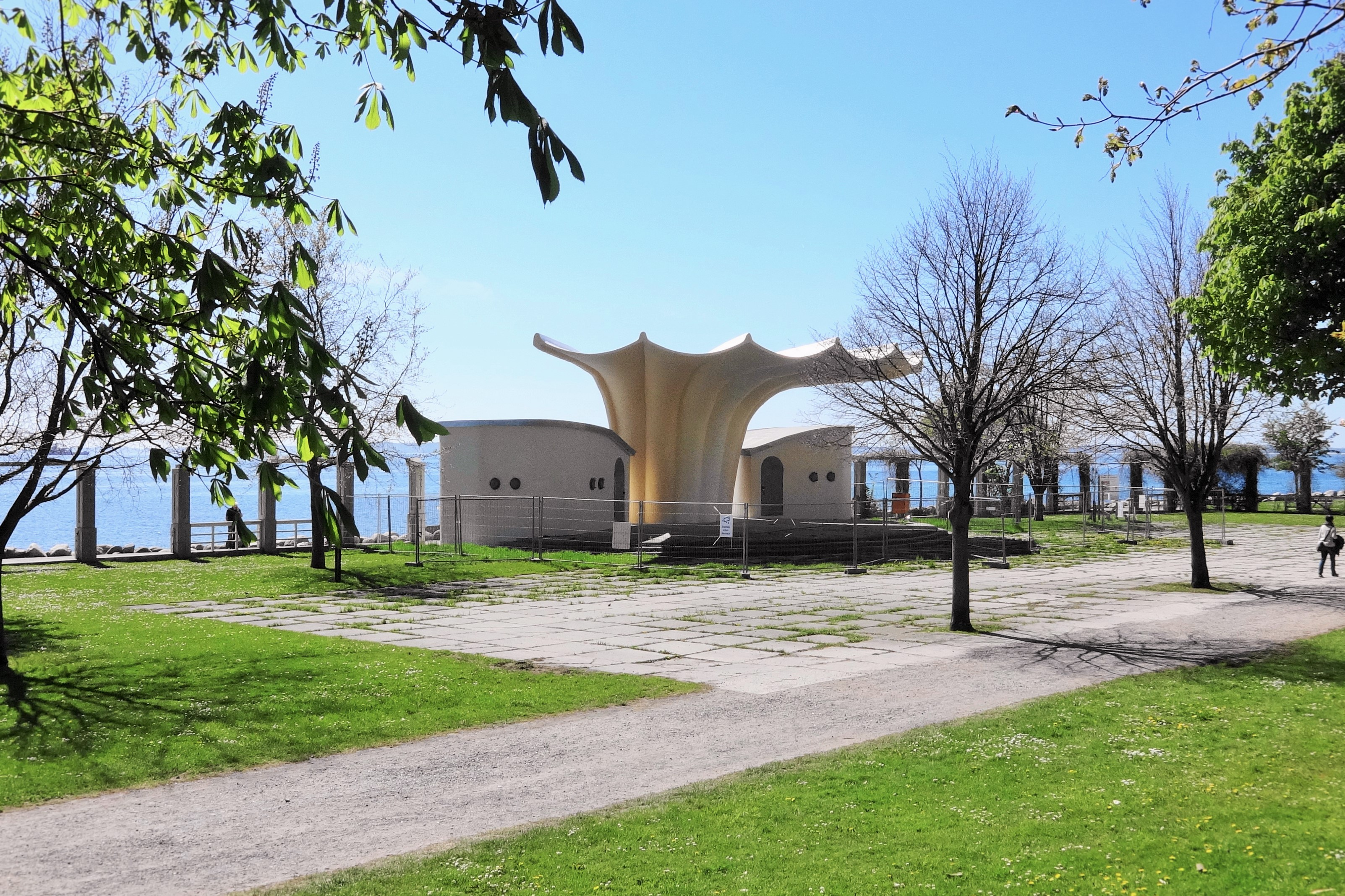
Unsanierter Kurplatz im Mai 2018

Die Kommune finanzierte die Sanierungen der Pergolen und des Kurplatzes. Für die Platzgestaltung waren 300.000 Euro eingeplant. Mit der Umgestaltung des Kurplatzes hatte die Stadt gewartet, bis die Wüstenrot Stiftung die Sanierung der Kurmuschel abgeschlossen hat. Auch konkrete Planungen für Pergola und Kurplatz pausierten daher zunächst. Mit den Plänen zur Gestaltung der Außenanlagen wurde das Architekturbüro von Ilona und Hartmut Pieper beauftragt, der mit Müther gearbeitet hatte und befreundet gewesen war.
Ein Großteil der Pflasterplatten aus Beton war marode. Sie wiesen Risse auf, aus denen Unkraut sposs. Aus den Pergolen waren Teile herausgebrochen.
Die Instandsetzung des Kurplatzes erwies sich als komplex. Ab 2015 wurde geplant, den Kurplatz nicht originalgetreu zu sanieren, sondern neu zu gestalten. Es war geplant, dem Platz zunächst die Form einer oder zweier Ellipsen zu geben, die in unterschiedlichen Steinen gepflastert wären. Die kleinere, zweite Ellipse sollte dabei tiefer in der ersten liegen. Mit dieser Umgestaltung entstünde eine befestigte Fläche von 1.800 m². Dieser Vorschlag stammte aus den 80er Jahren, gestaltet von der Rahmenplanerin Erika Streubel. Damals war er verworfen worden, nun hatte ihm 2018 die Stadt zugestimmt. Eine Kontroverse entbrannte, in der Denkmalschützer betonten, dass der aktuelle, eckige Platz einen Gegenpol zur freien Form der Muschel darstelle. Ein Denkmal beinhalte auch die Umgebung, die hier mit Platz und Pergola ein einmaliges Ensemble ergebe. Auf der anderen Seite hieß es, der Platz sei früher schon geschwungen gewesen. Die Untere Denkmalbehörde im Landkreis konstatierte hingegen, er wäre lediglich geschwungen geplant, jedoch nie derart bebaut gewesen. Vielmehr verrieten die Unterlagen, dass sich bereits nach der Erbauung für eine rechteckige Form des Vorplatzes entschieden worden war. Es wurde ein veränderter Gestaltungsvorschlag präsentiert, wonach der Kurplatz wieder rechteckig sein solle, der – so glaubte man im Januar 2018 – auch von der Denkmalbehörde positiv aufgenommen werden könne. Die Kosten für die veränderte Platzgestaltung mussten neu berechnet werden, um Fördermittel zu beantragen. Das Landesamt sollte den Streit schlichten und stimmte nach Berichten im Mai 2018 dem Vorschlag mit den Ellipsen unter Auflagen zu.
2019 sollte dann der Beschluss der Stadtvertretung für die Ellipsenform des Platzes wieder aufgehoben werden. Die veranschlagten 300.000 Euro würden auch nicht ausreichen, stattdessen würden vielmehr 622.000 Euro benötigt werden. Die Maßnahmen wären nämlich mit einem Austausch der Pflasterplatten nicht getan, sondern es müsse auch der Boden darunter ausgetauscht werden, wenn der Platz befahrbar sein solle. Die jährlich generell ansteigenden Baukosten täten ihr übriges dazu. Entschiede man sich für den eckigen Entwurf, könnte man vielleicht mit einer finanziellen Beteiligung der Wüstenrot Stiftung rechnen, so hoffte man. Doch später im Jahr wurde beschlossen, bei der Ellipsenform zu bleiben, mit einer Platzbegrenzung durch einen breiten Hauptweg. Die Pergola aus Stein und Holz sollte zunächst durch eine stählerne Konstruktion ersetzt werden. Die neue geschwungene Form sollte mit Rankenpflanzen begrünt werden. Der Bau eines neuen Toilettenhäuschens war vorgesehen. Doch 2019 wurden die Pergolen aus Kostengründen komplett aus der Planung gestrichen. Stattdessen sollte eine doppelte Baumreihe den Platz Richtung Ostsee begrenzen.
Als Baubeginn wurde damals der Herbst 2019 oder das Frühjahr 2020 angekündigt.

## Galerie

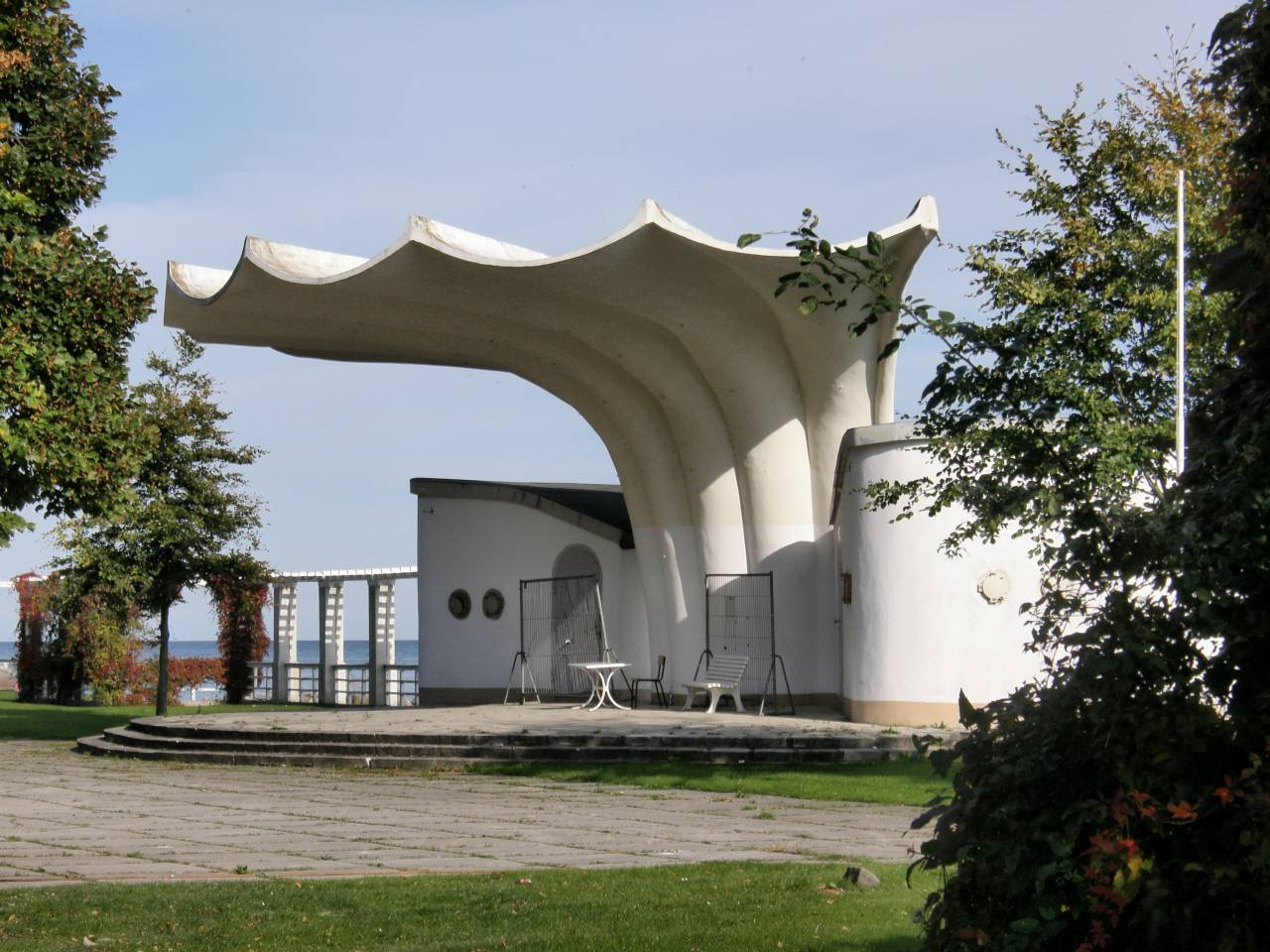
Seitenansicht und Bühne vor der Sanierung (2008)
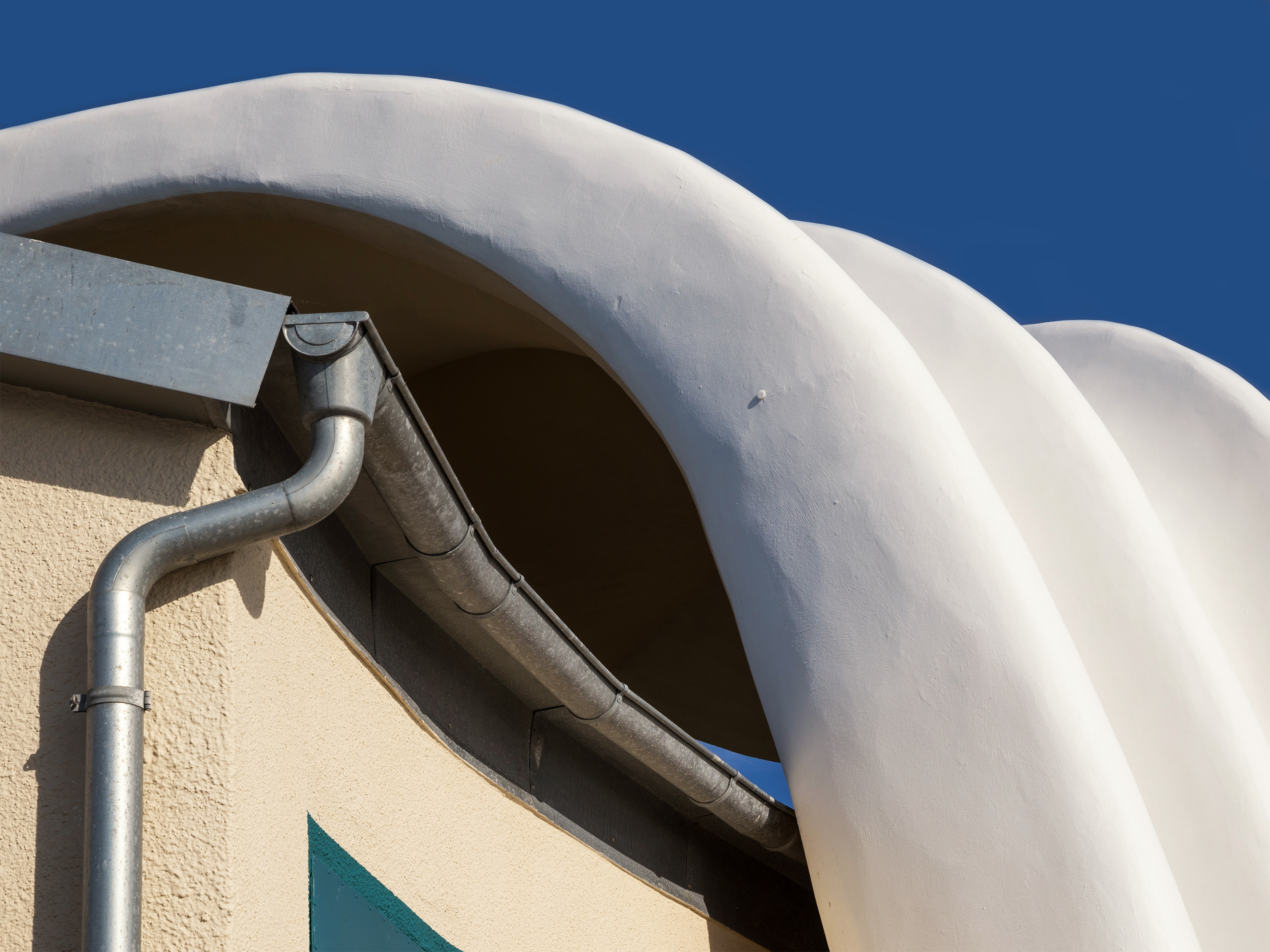
Bogen der Muschel über dem Seitengebäude (2019)
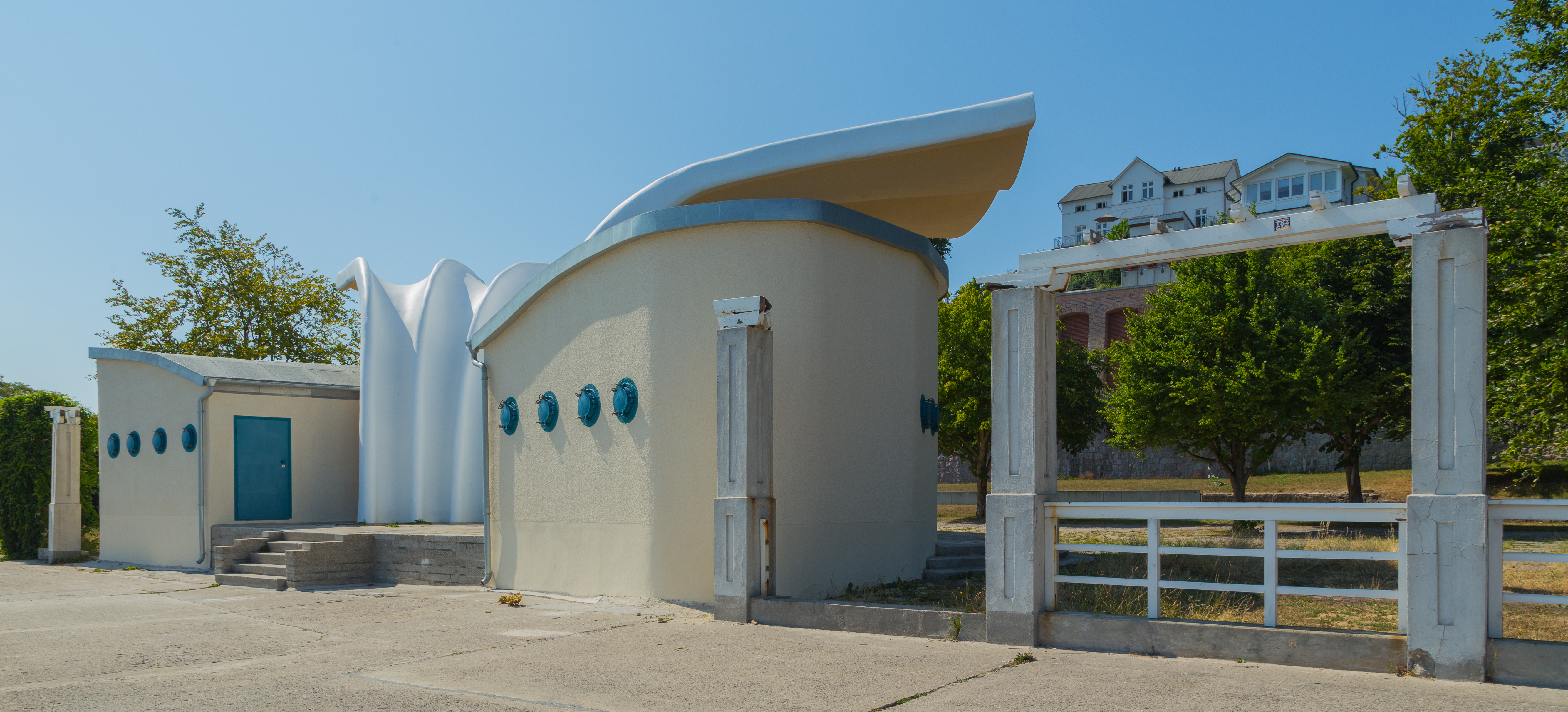
Ansicht von der Seeseite mit Beginn der Pergola (2018)
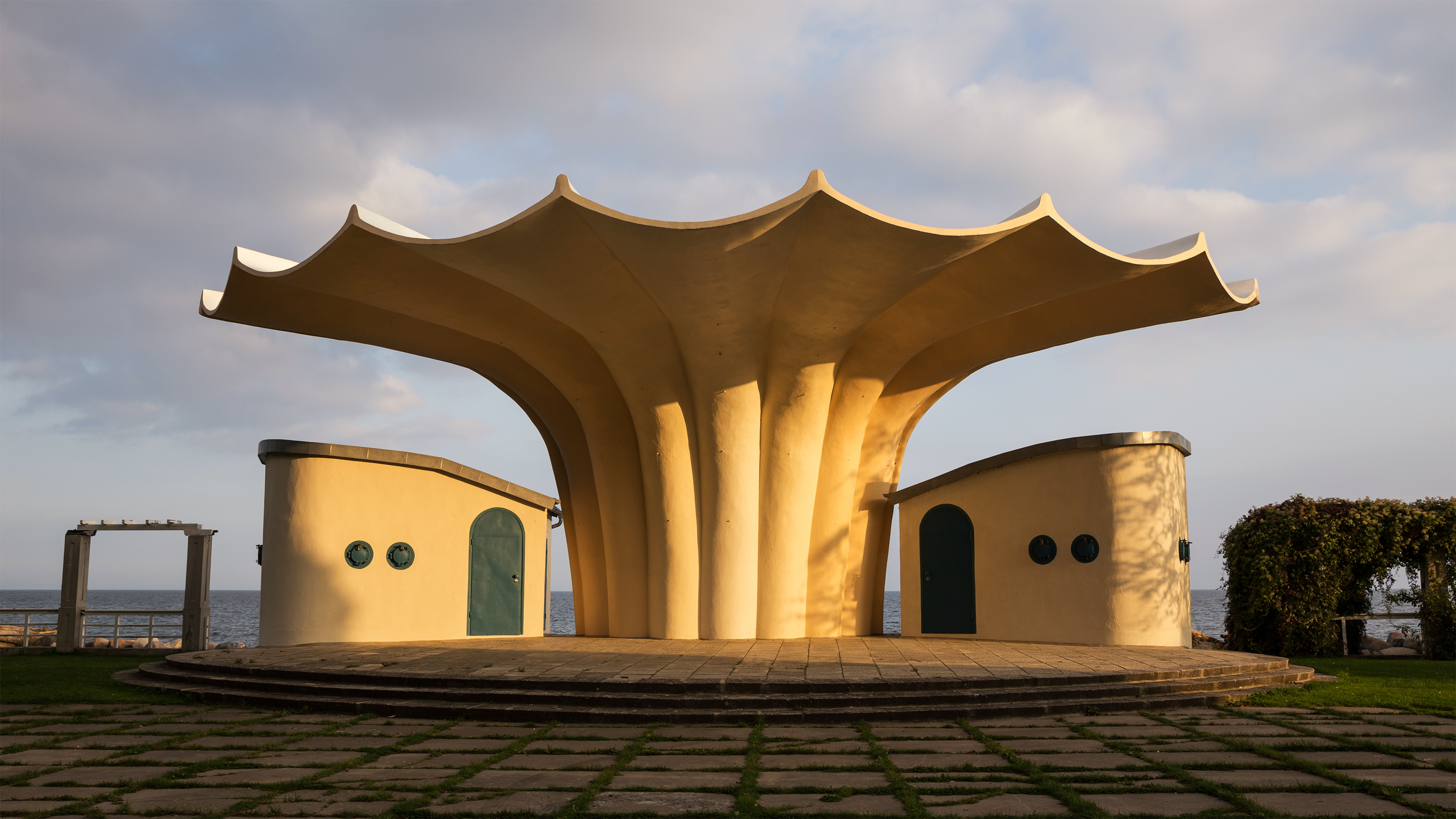
Bauensemble im Abendlicht (2019)